# Întâlnire de gradul al 4-lea
O întâlnire de gradul al 4-lea reprezintă o presupusă întâlnire cu un OZN în care apar și răpiri de oameni. Jacques Vallee, un fost colaborator al lui J. Allen Hynek, a susținut că o întâlnire cu OZN-uri de gradul al 4-lea ar trebui să fie descrisă ca fiind cazurile în care martorii au cunoscut o transformare a sentimentului lor de realitate, astfel încât să includă, de asemenea, nu numai răpirile, dar și visurile halucinante asociate cu întâlnirile cu OZN-uri .